# River Rib
Der River Rib ist ein Wasserlauf in Hertfordshire, England. Er entsteht östlich des Ortes Therfield und fließt in südlicher Richtung zunächst durch Buntingford. Er setzt seinen Lauf in südlicher Richtung fort, bis er östlich von Thundridge auf eine westliche Richtung wechselt und im Norden von Hertford in den River Lea mündet.